# Your Lie in April
Your Lie in April (яп. 四月は君の嘘, Сіґацу ва Кімі но Усо, Твоя квітнева брехня) — японська манґа в жанрі романтична драма, написана та проілюстрована Аракавою Наосі. Виходила в журналі Monthly Shonen Magazine видавництва Kodansha з квітня 2011 року до лютого 2015 року. Історія розповідає про молодого піаніста на ім'я Аріма Косей, який втрачає здатність грати на фортепіано після смерті матері, та його переживання після знайомства зі скрипалькою Міядзоно Каорі.
Твір був створений на основі ван-шоту, поданого Аракавою на конкурс; автор черпав натхнення з музичної манґи, такої як Beck та Nodame Cantabile. Студія A-1 Pictures створила аніме-адаптацію Your Lie in April, яка транслювалася в програмному блоці Noitamina на телеканалі Fuji TV з жовтня 2014 року до березня 2015 року, а в травні 2015 року була випущена OVA-серія. У вересні 2016 року вийшов однойменний повнометражний ігровий фільм-адаптація манґи. Також були створені різноманітні сценічні адаптації.
У 2013 році манґа здобула 37-му премію манґи Коданся в категорії «сьонен». Станом на липень 2024 року тираж манґи Your Lie in April складав понад 7,5 мільйонів примірників. Твір отримав неоднозначні відгуки: деякі критики високо оцінили сюжет та персонажів, але розкритикували художнє оформлення та емоційний аспект. Натомість аніме-адаптацію здебільшого хвалили: за сюжет, анімацію та саундтрек.

## Сюжет
Чотирнадцятирічний піаніст-вундеркінд Аріма Косей стає відомим після перемоги в кількох музичних конкурсах. Після смерті його матері Аріми Сакі у Косея стається психічний зрив під час виступу на фортепіанному концерті; це призводить до того, що він втрачає здатність чути звуки свого фортепіано, хоча в іншому його слух не постраждав.
Наступні два роки Косей не торкається фортепіано та байдуже дивиться на світ. Він не зосереджений на досягненні успіхів у будь-якій діяльності, але часто проводить час зі своїми друзями Савабе Цубакі та Ватарі Рьотою. Пізніше Косей зустрічає Міядзоно Каорі — сміливу й волелюбну чотирнадцятирічну скрипальку, чий стиль гри відображає її яскраву та запальну особистість. Каорі допомагає Косею повернутися до гри на фортепіано та доводить, що його стиль гри може бути вільним і новаторським. Під час спілкування з дівчиною, Косей швидко розуміє, що любить її, проте вона цікавиться лише Рьотою.
Під час виступу Каорі втрачає свідомість і потрапляє до лікарні; згодом вона пояснює, що в неї анемія і їй потрібне звичайне обстеження. Пізніше вона запрошує Косея зіграти з нею на гала-концерті, але сама не приходить. Здоров'я дівчини дедалі погіршується, і вона стає пригніченою. Косей грає дуетом із другом, що спонукає Каорі спробувати ризиковану та потенційно смертельну операцію, заради змоги знову зіграти з хлопцем. Під час гри у фіналі конкурсу піаністів Східної Японії, Косей бачить дух Каорі, який його супроводжує, і розуміє, що дівчина померла під час операції.
На її похоронах батьки Каорі передають Косею листа від неї, в якому дівчина розповідає про те, що усвідомлювала свою неминучу смерть і тому стала більш волелюбною, як у музиці, так і в житті, щоб не брати свої жалі на Небеса. Вона також зізнається, що була закохана в гру Косея на фортепіано з моменту, коли побачила його виступ на концерті у п'ять років. Тоді це надихнуло Каорі грати на скрипці, щоб одного дня вона змогла б зіграти разом зі своїм кумиром. Каорі симулювала свої почуття до Рьоти, аби наблизитися до Косея, але не завдавати при цьому шкоди Цубакі, якій також подобався хлопець. Далі вона зізнається йому в коханні. Цубакі втішає Косея і каже йому, що буде поруч з ним. Каорі також залишає свою дитячу фотографію, на якій вона повертається з концерту, що надихнув її, з Косеєм на задньому плані. Пізніше Аріма вставляє цю фотографію в рамку.

## Персонажі

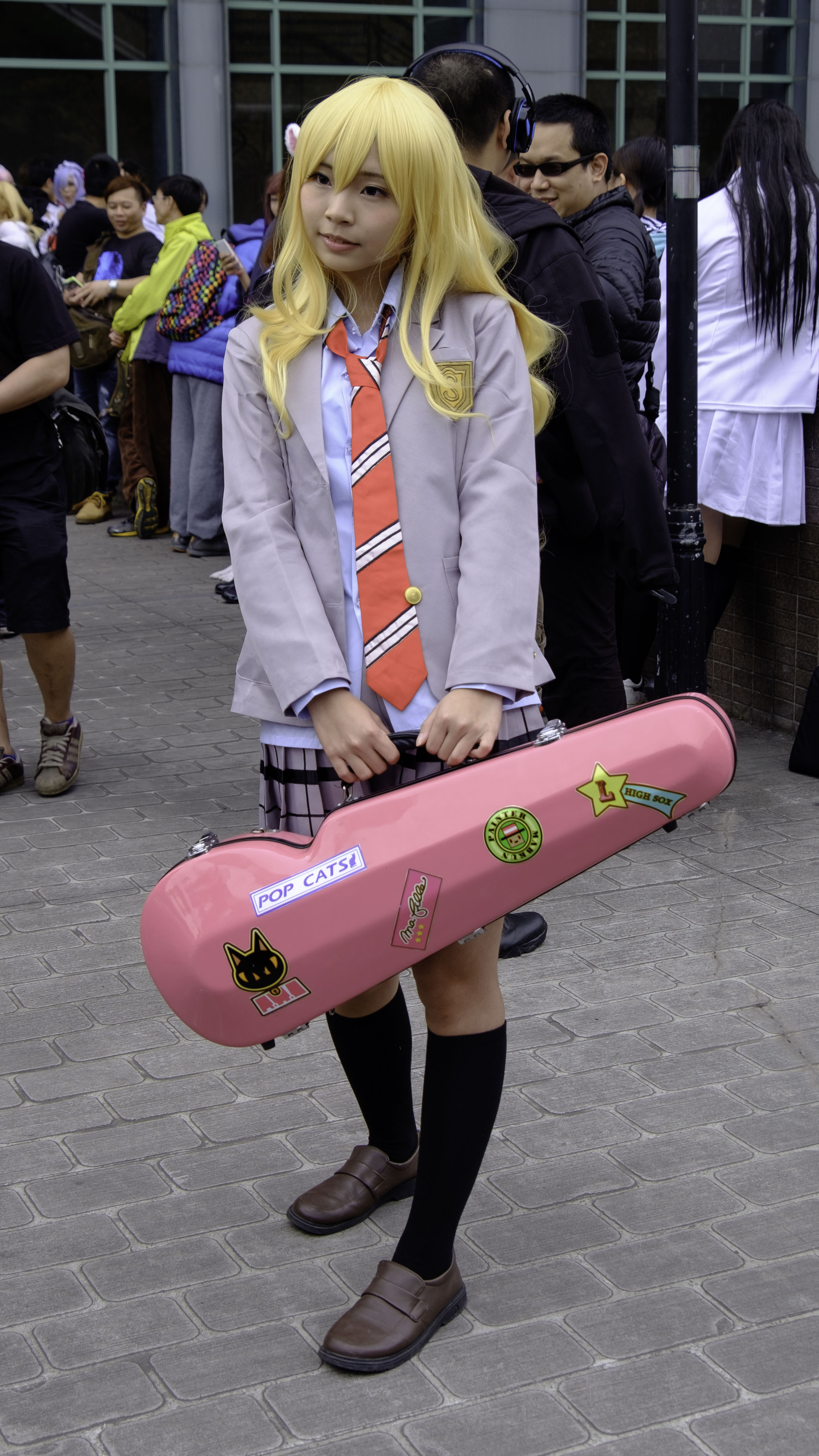
Косплей Міядзоно Каорі

Аріма Косей (яп. 有馬 公生)
Сейю: Ханае Нацукі
Актор: Ямадзакі Кенто (фільм); Андзай Сінтаро (театральна вистава)
Косей — головний герой, у минулому вундеркінд у грі на фортепіано, відомий під прізвиськом «метроном» через свою механічну точність у грі — результат суворого навчання його матері Сакі. Коли Сакі помирає, Косей втрачає здатність чути звук своєї гри та кидає музику. Але через два роки, після переконань Каорі стати її акомпаніатором, він знову береться за фортепіано. Під впливом емоційного та нестримного стилю гри дівчини Косей закохується в неї.
Міядзоно Каорі (яп. 宮園 かをり)
Сейю: Танеда Ріса
Актриса: Судзу Хіросе (фільм); Мацунаґа Аріса (вистава)
Каорі — головна героїня, однокласниця Цубакі, запальна та волелюбна скрипалька, яку критикують судді за небажання суворо дотримуватися партитури, але яка має популярність серед глядачів. Після того, як познайомилась та потоваришувала з Косеєм, вона врешті-решт переконує його знову зіграти на фортепіано: спочатку як акомпаніатор, а згодом і на конкурсі піаністів. В середині твору з'ясовується, що дівчина має хворобу, через яку перенесла кілька операцій. Пізніше Каорі робить ще одну надзвичайно ризиковану операцію та помирає під час неї.
Савабе Цубакі (яп. 澤部 椿)
Сейю: Сакура Аяне
Актриса: Ісії Анна (фільм); Кавауті Місато (вистава)
Цубакі — подруга дитинства та сусідка Косея, яка намагається повернути хлопця до гри на фортепіано. Спочатку вона заперечує свої почуття до Косея, але з часом розуміє, що закохана в нього.
Ватарі Рьота (яп. 渡 亮太)
Сейю: Осака Рьота
Актор: Накаґава Тайсі (фільм); Вада Масанарі (вистава)
Рьота — друг дитинства Косея і Цубакі та хлопець Каорі. Пізніше Косей розповідає йому про свої почуття до дівчини, а Рьота приймає це і дає пораду другові.
Айдза Такесі (яп. 相座 武士)
Сейю: Кадзі Юкі
Актор: Йокої Сьодзіро (вистава)
Такесі — піаніст, одноліток Косея. Він з юного віку, коли вперше почув гру Косея на фортепіано, прагнув перевершити його.
Іґава Емі (яп. 井川 絵見)
Сейю: Хаямі Саорі
Актриса: Ямасіта Харука (вистава)
Емі — піаністка, однолітка Косея. Побачивши виступ Косея у віці п'яти років, вирішила стати піаністкою. Її мета — перевершити хлопця своїм емоційним стилем гри.
Айдза Наґі (яп. 相座 凪)
Сейю: Каяно Аї
Наґі — молодша сестра Такесі, яка прикидається, що просить Хіроко навчати її музики, щоб розвідати про суперника брата — Косея. Але зрештою вона стає його ученицею.
Аріма Сакі (яп. 有馬 早希)
Сейю: Ното Маміко
Актриса: Дан Рей (фільм); Танака Рьоко (вистава)
Сакі — мати Косея, яка колись сама була піаністкою. Вимагала від сина абсолютної досконалості в грі і часто жорстоко била його за помилки на концертах. Спочатку Сакі не планувала робити з Косея піаніста, але дізнавшись про його талант, а згодом і про свою невиліковну хворобу, вирішила навчити сина гри на фортепіано, щоб він міг заробляти на життя після її смерті.
Сето Хіроко (яп. 瀬戸 紘子)
Сейю: Сонодзакі Міе
Актриса: Ітая Юка (фільм); Кодама Куніко (вистава)
Хіроко — відома в Японії піаністка та близька подруга Сакі. Хіроко відкриває талант Косея і пропонує подрузі навчати його гри на фортепіано. Звинувачуючи себе в жорстокому поводженні Сакі з Косеєм та його психологічній травмі після смерті матері, Хіроко дистанціюється від хлопця. Коли ж Косей повертається до гри на фортепіано, Хіроко стає його опікуном і наставником.
Сето Кохару (яп. 瀬戸 小春)
Сейю: Мінасе Інорі
Маленька донька Хіроко, яка зазвичай тримається поруч з матір'ю, та яку обожнюють як Косей, так і її мати.
Сайто (яп. 斎藤)
Сейю: Окіцу Кадзуюкі
Сайто — семпай Цубакі, який грає в бейсбол і є об'єктом її захоплення. Сайто зізнається Цубакі в коханні та починає з нею зустрічатись, але коли дізнається про почуття дівчини до Косея, пропонує розлучитися.
Касіваґі Нао (яп. 柏木 奈緒)
Сейю: Ісіґамі Сідзука
Актриса: Іґарасі Харука (вистава)
Касіваґі — одна з найкращих подруг Цубакі, яка часто дає їй поради. Касіваґі вдається зламати впертість Цубакі та переконати її усвідомити та визнати свої почуття до Косея.

## Виробництво

### Манґа
На початку своєї кар'єри манґаки Аракава Наосі намалював ван-шот для щомісячного конкурсу журналу Shōnen Magazine Grand Challenge; головними героями коміксу є два скрипалі, які виступають разом. Пізніше Аракава намалював манґу про футбол Sayonara, Football. Після її завершення автор, втомившись від спортивної манґи, захотів спробувати щось нове. Для отримання ідей Аракава звернувся до ван-шоту, і вирішив намалювати музичну манґу. Через побоювання щодо конкуренції з популярною серією Beck, головна тема якої — рок-музика, Аракава вирішив зосередити свій новий твір на класичній музиці. Щоб відрізнити її від Nodame Cantabile, іншої манґи про класику, автор зосередився на одному інструменті. Задля кращого опису класичної музики манґака взяв інтерв’ю у композитора Осави Акінорі та піаніста Суґано Масанорі, а також сфотографував піаністку Ямадзакі Каорі та скрипальку Ікеду Ріеко. Для зображення напруженої атмосфери на змаганнях музикантів, він використав свій досвід з кендо. Також Аракава читав книги про музику та попросив допомоги у свого редактора, який мав досвід гри на скрипці.
Аракава вирішив намалювати музичну манґу після того, як побачив скрипальку, яка виступала по телебаченню. Автор спочатку хотів зробити головних героїв обох скрипалями, але подумав, що такий розклад занадто «нудний як для читача, так і для художника», тому він намалював скрипальку та піаніста; він також визнавав, що на початку написання йому бракувало знань про класичну музику. Після публікації третього тому, автор отримав пропозицію про аніме-екранізацію. Аракава, а також багато членів виробничої команди манґи спочатку не були впевнені щодо закінчення історії, але продюсеру аніме сподобалася кінцівка, тому Аракава не став її змінювати.

### Аніме

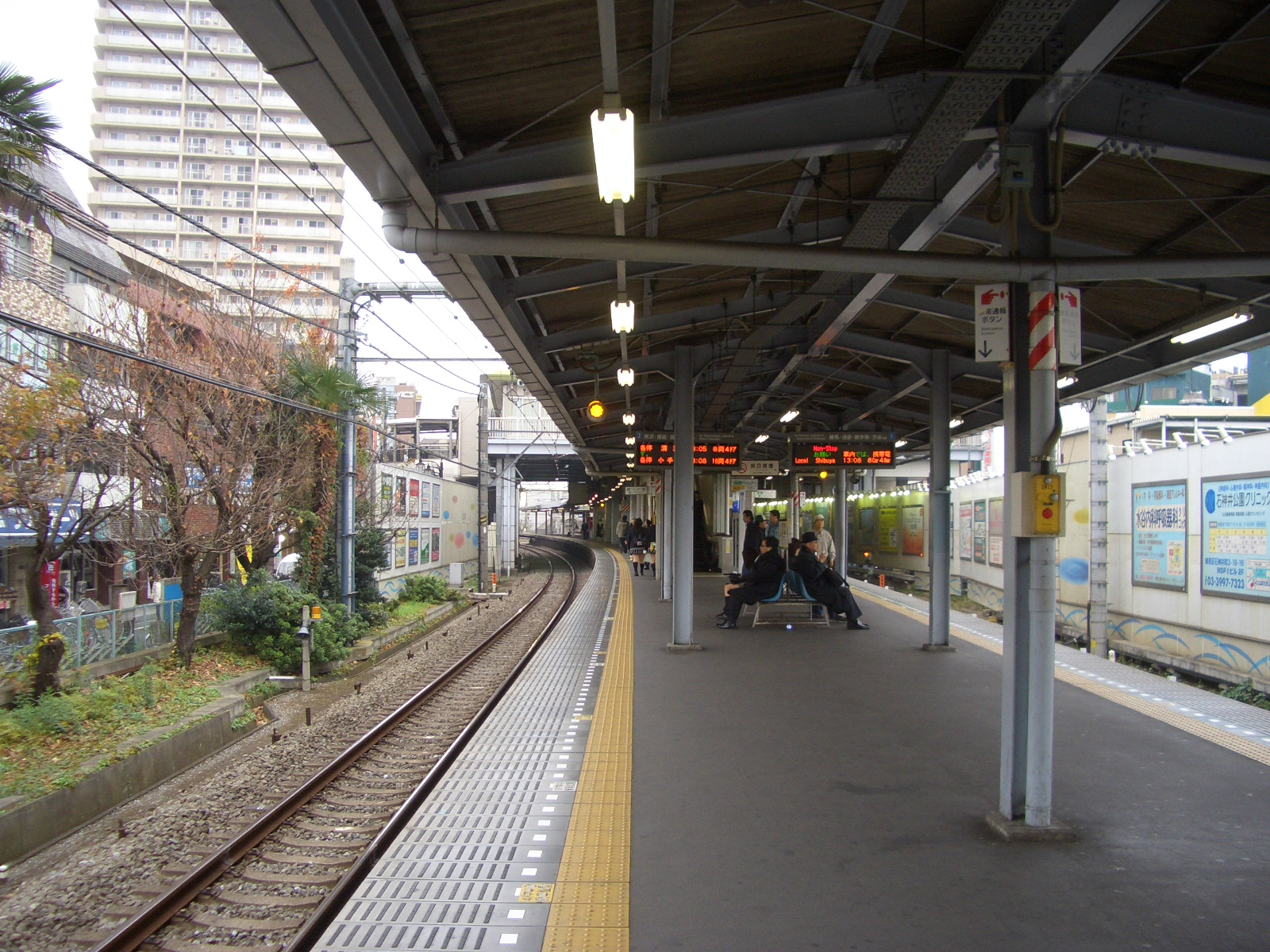
Станція Ойдзумі-ґакуен

Приблизно під час виходу третього тому манґи продюсер Aniplex Сайто Сюнсуке запропонував редактору Татеїсі Кенсуке з Kodansha створити аніме-адаптацію для телебачення. Початкова пропозиція передбачала серіал з одинадцяти серій, але редактор відкинув таку ідею, оскільки це була б неповна адаптація. Тоді Сайто запропонував створити 22 серії, на що Татеїсі погодився. Продюсер запросив Ісіґуро Кьохея стати режисером, бо його праця над сьомим епізодом аніме Wandering Son справила на Сайто сильне враження. Для Кьохея Your Lie in April стала першою режисерською роботою.
За словами Ісіґуро, він хотів, щоб Your Lie in April сподобалося навіть людям, які не дивляться аніме, тому він зосередився на «універсальних» темах — підлітковому житті учнів середньої школи та музиці. До того ж, для виконання перших початкової та кінцевої тем режисер обрав ансамбль Goose House та поп-рок-гурт Wacci відповідно, оскільки ці артисти до цього не співпрацювали з авторами аніме. Ісіґуро хотів використати пісню з «барвистою мелодією», яка б відповідала анімації, тому для виконання другої початкової теми обрав гурт Coalamode.
Для зображення деяких сцен в аніме Ісіґуро використовував реальні локації, оскільки хотів пов'язати аніме з реальним світом. Ще під час написання оригінальної манґи Аракава відвідував кілька місць уздовж лінії Сейбу, наприклад станцію Ойдзумі-ґакуен, а пізніше вони з режисером показали сцени манґи операторам залізничної компанії Seibu Railway Company та чиновникам району Неріма (Токіо), які допомогли творцям знайти та вибрати відповідні місця. Крім того, творці мали глибшу співпрацю з районом: Seibu Railway Company розвісила плакати з рекламою аніме в своїх поїздах, а в самому творі зображувалися місця близькі до реальних локацій району Неріма, наприклад Культурний та торговий центри.

## Медіа

### Манґа
Манґа Your Lie in April, написана та ілюстрована Аракавою Наосі, виходила у журналі Monthly Shōnen Magazine видавництва Kodansha з 6 квітня 2011 року до 6 лютого 2015 року.
Kodansha випустила перший том-танкобон Your Lie in April 16 вересня 2011 року, а 15 травня 2015 року був випущений останній одинадцятий том у звичайному та обмеженому виданні. Kodansha USA ліцензувала та переклала манґу англійською мовою для розповсюдження в Північній Америці. Перший том опублікований 21 квітня 2015 року. Додаткова манґа під назвою Shigatsu wa Kimi no Uso: Coda, яка йшла у комплекті з аніме на Blu-ray, опублікована у форматі танкобону 17 серпня 2016 року. В ній переказуються події минулого Косея з точки зору його друзів.
У 2025 році, ліцензію на випуск твору в Україні отримало видавництво Artbooks.
Токіумі Юї написав ранобе-спіноф під назвою Your Lie in April: A Six Person Etude, який вийшов у Японії 17 листопада 2014 року. Видавництво Vertical опублікувала його англійською мовою. Ранобе переказує події основної серії з боку друзів та суперників Косея.

#### Список томів
| №  | Дата виходу     | ISBN                                               |
| -- | --------------- | -------------------------------------------------- |
| 1  | 16 вересня 2011 | ISBN 978-4-06-371301-5                             |
| 2  | 17 січня 2012   | ISBN 978-4-06-371317-6                             |
| 3  | 17 травня 2012  | ISBN 978-4-06-371327-5                             |
| 4  | 14 вересня 2012 | ISBN 978-4-06-371345-9                             |
| 5  | 17 січня 2013   | ISBN 978-4-06-371359-6                             |
| 6  | 17 травня 2013  | ISBN 978-4-06-371375-6                             |
| 7  | 17 вересня 2013 | ISBN 978-4-06-371387-9                             |
| 8  | 17 січня 2014   | ISBN 978-4-06-371405-0                             |
| 9  | 16 травня 2014  | ISBN 978-4-06-371418-0                             |
| 10 | 17 жовтня 2014  | ISBN 978-4-06-371435-7                             |
| 11 | 15 травня 2015  | ISBN 978-4-06-371467-8 ISBN 978-4-06-358752-4 (ОВ) |

### Аніме

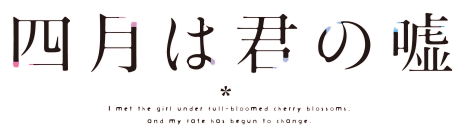
Логотип аніме

Аніме-серіал Your Lie in April, створений студією A-1 Pictures, транслювався з 10 жовтня 2014 року до 20 березня 2015 року в програмному блоці Noitamina каналу Fuji TV. Першу початкову тему — «Hikaru Nara» (яп. 光るなら, Якщо ти будеш сяяти) — виконав ансамбль Goose House, а першу кінцеву — «Kirameki» (яп. キラメキ, Іскра) — поп-рок-гурт Wacci, обидві пісні грають у 1—11 серіях. В 12—22 епізодах початковою піснею є «Nanairo Symphony» (яп. 七色シンフォニー, Нанайро Сінфоні:, Симфонія семи кольорів) від Coalamode, а завершальною — «Orange» (яп. オレンジ, Орендзі) від 7!!. Режисером аніме став Ісіґуро Кьохей, сценаристом — Йосіока Такао, дизайнером персонажів — Айкеї Юкіко, а композитором — Йокояма Масару. Оригінальна відеоанімація (OVA) під назвою Moments, яка розповідає про дитинство Такесі та Емі та їхнє суперництво з Косеєм, йшла в комплекті з обмеженим виданням одинадцятого тому манґи. Більшість робочого та акторського складу аніме повторили свої ролі в OVA.
У Північній Америці аніме ліцензовано компанією Aniplex of America, яка також транслювала його на різних платформах. Те ж саме зробила компанія Anime Limited у Великобританії та Ірландії, а в Австралії та Новій Зеландії — Madman Entertainment, яка транслювала аніме на AnimeLab.

### Ігровий фільм
24 серпня 2015 року Toho (японська компанія з виробництва та дистрибуції фільмів) зареєструвала вебсайт «kimiuso-movie.jp»; це призвело до припущень, що розробляється кіноадаптація Your Lie in April. Припущення підтвердилися у вересні 2015 року, коли оголосили головний акторський склад фільму: Ямадзакі Кенто в ролі Аріми Косея, Хіросе Судзу в ролі Міядзоно Каорі, учасниця J-pop-гурту E-girls Ісії Анна в ролі Савабе Цубакі та Накаґава Тайсі в ролі Ватарі Рьоти. Режисером фільму став Сіндзьо Такехіко, а сценаристом — Тацуї Юкарі. Прем'єра фільму відбулася у вересні 2016 року в Японії. Хоча в оригінальній манзі дія відбувається в середній школі, дія фільму розгортається в другому класі старшої школи (аналогічно 11 класу).

### Сценічні адаптації
У травні 2017 року було оголошено про постановку театральної вистави Your Lie in April; її показ відбувся в Театрі Токіо AiiA 2.5 з 24 серпня до 3 вересня та в театрі мистецтв Умеда в Осаці з 7 до 10 вересня того ж року. Режисером виступив Ісе Наохіро, а сценаристкою — Міура Каорі. Під час вистави виконували музичні номери Мацумура Юта на фортепіано та Кобаясі Сюко на скрипці. Головний акторський склад: Андзай Сінтаро в ролі Аріми Косея, Мацунаґа Аріса в ролі Міядзоно Каорі, Кавауті Місато в ролі Савабе Цубакі та Вада Масанарі в ролі Ватарі Рьоти.
10 жовтня 2019 року Toho та Fuji TV оголосили, що мюзикл-адаптація Your Lie in April буде продемонстрований в Tokyo Tatemono Brillia Hall з 5 до 29 липня 2020 року. Музику написав Френк Вайлдхорн, у співавторстві з Трейсі Міллер та Карлі Робін Ґрін. Джейсон Хоуленд аранжував мюзикл, а Уеда Ікко зрежисував його. В адаптації взяли участь Косекі Юта та Кімура Тацунарі в ролі Аріми Косея, Ікута Еріка — Міядзоно Каорі, Юдукі Фука — Савабе Цубакі, та Мідзута Кокі й Теранісі Такуто в ролі Ватарі Рьоти. Після прем'єри в Токіо мало відбутися національне турне мюзиклу, але всі заходи були відкладені на невизначений термін через пандемію COVID-19. 25 грудня 2020 року замість концертів було випущено концептуальний альбом. У липні 2021 року стало відомо, що мюзикл буде поставлено в травні 2022 року. Його світова прем'єра відбулася в театрі Ніссай у Токіо 7 травня 2022 року. В тому ж році слідом за прем'єрою пройшов перший тур всією Японією. Прем'єра англомовної версії мюзиклу відбулася у Вест-Енді на концерті в Королівському театрі на Друрі-Лейн (Лондон) у квітні 2024 року. Творча група складається з Френка Вайлдхорна (композитор), Рінне Ґроффа (перекладач), Трейсі Міллер і Карлі Робін Ґрін (автори тексту), Джейсона Хоуленда (аранжувальник та оркеструвальник) та Ніка Вінстона (режисер). Після цього концерту було анонсовано проведення повної постановки, яка триватиме дванадцять тижнів у театрі Гарольда Пінтера; вона розпочалася 28 червня 2024 року.

## Сприйняття

### Манґа

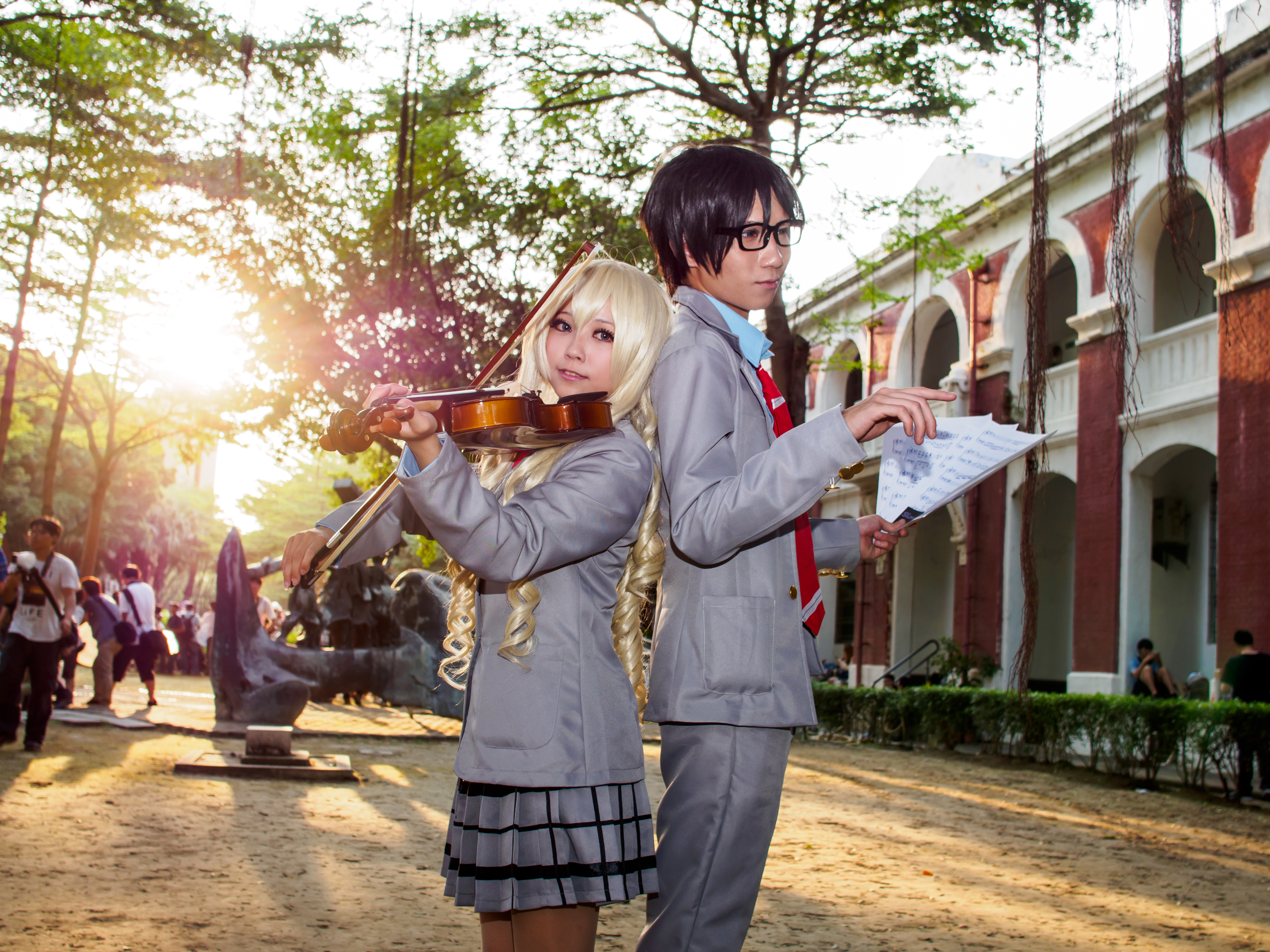
Косплей Каорі та Косея

Тираж манґи складав понад 5 мільйонів копій станом на червень 2017 року та понад 7,5 мільйонів примірників станом на липень 2024 року.
Манґа Your Lie in April отримала неоднозначні відгуки. Деякі критики високо оцінили сюжет за реалістичне зображення стосунків між героями. Ребекка Сільверман з Anime News Network (ANN) була більш критичною і сказала, що сюжет не настільки емоційний, яким Аракава мав намір його зробити. Персонажі також отримали неоднозначні відгуки. Деякі критики хвалили стосунки Косея, а також дорослих персонажів за те, що вони більш розвинені, ніж аналогічні герої в подібних роботах. Інші рецензенти назвали Каорі «злою» та «егоцентричною» та додали, що її дії щодо Косея важко витлумачити. В думках критиків існують розбіжності щодо відтворення музики в форматі коміксу: одні кажуть, що Аракава з цим добре впорався; інші — що розповідь не може передати справжнє відчуття музики та дій персонажів, і що аніме в цьому плані набагато краще. Було відмічено, що Аракава посередньо намалював обличчя персонажів.
Your Lie in April перемогла на 37-й церемонії вручення премії манґи Коданся в категорії «сьонен». Також номінована на п'яту нагороду манґа Тайсьо. Твір став однією з найкращих манґ на фестивалі Comic-Con International Best & Worst Manga 2016 року. У 2016 році перший том Your Lie in April увійшов до списку 112 найкращих графічних романів для підлітків за версією Асоціації бібліотечних послуг для молоді (підрозділу Американської бібліотечної асоціації).

### Аніме
Порівняно з манґою, аніме-адаптація отримала схвальні відгуки критиків. Багато оглядачів високо оцінили сюжет та емоційність. Кріс Беверідж з The Fandom Post у своєму позитивному огляді заявив: «Просто кажучи, [аніме] мене зворушило», а інші назвали серіал шедевром оповідання. Однак, Терон Мартін з ANN зазначив, що сюжет не у кожного глядача може викликати емоції. Декілька критиків похвалили персонажів аніме за привабливість і реалістичність, а також відзначили їх простий та чудовий дизайн.
Багато рецензентів назвали анімацію прекрасною та сповненою емоцій, а Річард Айзенбайс із Kotaku назвав її «надзвичайно чудовою». Критики також високо оцінили саундтрек: Аллен Муді з THEM Anime Reviews оцінив аніме в чотири зірки з п'яти за саундтрек та анімацію. Оглядачі вихваляли озвучку як оригінальної японської версії, так і англійського дубляжу. В 2016 році серіал отримав премію Sugoi Japan Award від газети «Йоміурі Сімбун» в категорії «аніме».